# París-Rennes
Paris-Rennes fue una carrera ciclista disputada en Francia entre Paris y Rennes. 
Después de una primera edición en 1902, fue disputada anualmente de 1927 a 1939.

## Palmarés
| Año  | Ganador            | Segundo                | Tercero               |
| ---- | ------------------ | ---------------------- | --------------------- |
| 1902 | Louis Trousselier  | Michel Frédérick       | Hippolyte Aucouturier |
| 1927 | Raymond Decorte    | Hector Martin          | Arsène Alancourt      |
| 1928 | Nicolas Frantz     | Eugène Archambault     | Gaston Rebry          |
| 1929 | Aimé Deolet        | Gustave Van Slembrouck | André Godinat         |
| 1930 | Paul Le Drogo      | Gaston Rebry           | Léandre Ghyssels      |
| 1931 | Émile Joly         | Ferdinand Le Drogo     | Frans Bonduel         |
| 1932 | Albert Barthélémy  | Léon Louyet            | Georges Speicher      |
| 1933 | René Le Grevès     | Alfons Schepers        | Léon Tommies          |
| 1934 | Alfons Schepers    | René Le Grevès         | Edgard De Caluwé      |
| 1935 | Georges Speicher   | Louis Hardiquest       | Romain Maes           |
| 1936 | Manuel Garcia      | Sylvère Maes           | Max Bulla             |
| 1937 | Albert Beckaert    | Émile Gamard           | Joseph Somers         |
| 1938 | Raymond Louviot    | Bruno Carini           | Jean Fontenay         |
| 1939 | Sylvain Marcaillou | Roger Lapébie          | Félicien Vervaecke    |